# 스터피 매키니스
존 팔렌 "스터피" 매키니스(영어: John Phalen "Stuffy" McInnis, 1890년 9월 9일~1960년 2월 16일)는 미국의 전 프로 야구 선수로, 메이저 리그 베이스볼에서 1루수로 뛰었다. 통산 19시즌 동안 필라델피아 애슬레틱스, 보스턴 레드삭스, 클리블랜드 인디언스, 보스턴 브레이브스, 피츠버그 파이리츠, 필라델피아 필리스에서 뛰었다. 1911년과 1913년에 애슬레틱스 소속으로, 1918년에는 레드삭스 소속으로, 1925년에는 파이리츠 소속으로 월드 시리즈 우승을 경험했다. 필리스 시절에는 선수 겸 감독을 맡았다.

## 경력
19개의 시즌 경력에서 매키니스는 2,128개의 경기에서 20개의 홈런과 1,063개의 타점과 함께 .307의 타구 평균을 게시하였다.
매사추세츠주 글로스터의 토박이 매키니스는 1909년 유격수로서 필라델피아 애슬레틱스와 야구로 난입하였다. 2개의 시즌 후에 그는 유명한 10만 달러 인필드의 일원으로서 1루에 해리 데이비스를 대체하여 2루수 에디 콜린스, 3루수 프랭크 베이커와 유격수 잭 배리와 팀을 이루었다. 후반의 세월에 가격과 비용들이 오르면서 터치아웃이 낮게 보였으나 이번에 단체는 아무것보다 더 높은 가격이었다.
애슬레틱스는 자신들의 전성기에 있었으며, 1910년, 1911년, 1913년과 1914년 아메리칸 리그 페넌트와 1910년과 1911년 월드 시리즈를 우승하였다. 그러나 1914년 월드 시리즈에서 그들이 보스턴 브레이브스에 의하여 휩쓸어진 후, 소유자 코니 맥은 3명의 출발 투수에 공개 이적을 의문하고, 새로운 페더럴 리그에 의한 자신의 스타 선수들에 시도한 급습들의 재능에 자신의 팀을 해체하기 시작하였다. 콜린스가 시카고 화이트삭스로 팔리고, 베이커가 뉴욕 양키스로 가고, 배리가 보스턴 레드삭스로 간 후, 10만 달러 인필드는 깨졌다. 매키니스 만이 팀에 머물고, 그는 1917년 시즌의 말기에 레드삭스로 이적되었다.
매키니스는 1918년 월드 시리즈에서 레드삭스의 일부였다. 그는 시리즈의 첫번째 경기에서 시카고 컵스에 베이브 루스의 1 대 0의 투구 승리에 단 하나의 득점에 히트를 쳐 주자를 몰아냈다.
1923년 내셔널 리그로 가기 전에 1922년 하나의 시즌을 위하여 클리블랜드 인디언스에 가입하였다. 그는 브레이브스와 피츠버그 파이리츠와 활약하였고, 메이저 리그에서 자신의 마지막 해 1927년 필라델피아 필리스를 감독하기도 하였다.
좋은 접촉의 라이너 타자인 매키니스는 자신의 19개 시즌 중 12개 동안 .300 점을 타구하였다.
그는 1925년 파이리츠 우승 팀을 위하여 59개의 경기에서, 그리고 1910년부터 1915년까지 각해에 .368 점을 타구하였어도 자신이 .327 점을 칠때 그의 가장 생산적 시즌이 1912년에 왔다. 극단적으로 스트라이크아웃 되기 어려운 그는 7,822개의 타석과 2,405개의 안타에서 189번 밖에 스트라이크아웃 되지 않았다. 1921년 그는 584개의 타석에서 9번만 스트라이크아웃 되었다.
매키니스는 또한 희생 번트들과 득점자들을 옮기는 데 뛰어났다. 그의 총348개의 경력 희생 번트는 메이저 리그 베이스볼에서 3번째로 최고이다.
매키니스는 또한 특별히 완고한 방어적 선수였다. 10년간 세월 동안 그는 한 시즌에 1루수를 위하여 메이저 리그 수비 기록들을 보유하였다. 1921년 그는 레드삭스와 152개의 경기에 활약하여 .9993 평점을 위하여 1,651개의 토탈 챈스에서 1개 만의 실책을 일으켰고, 그의 실책없는 1,300개의 토탙 챈스도 또한 시즌의 평점을 대표하였다. 1921년 5월 31일과 1922년 6월 22일 사이에 매키니스는 163개의 실책없은 1,700개의 토탈 챈스와 3번째 기록을 세웠다.
2007년 6월 25일 케빈 유킬리스는 실책없이 1루에서 자신의 120번째 연속적 경기에 활약하여 매키니스에 의하여 1921년에 세워진 이전의 레드삭스 기록을 깼다. 2008년 4월 27일 자신의 실책없는 205번째 경기에서 유킬리스는 또한 자신이 실책없는 자신의 1,701번째 연속적 토탈 챈스를 수비할 때 1루수를 위한 메이저 리그 신기록을 세워 매키니스에 의하여 세워진 1,700개를 통과하였다.
선수로서 자신의 은퇴에 이어 매키니스는 노리치 대학교(1931년 ~ 44년)와 하버드 대학교(1949년 ~ 54년)의 야구 팀 코치를 맡았다. 69세의 나이로 매사추세츠주 입스위치에서 사망하였다.